# Algemeen Belang Oldebroek
Het Algemeen Belang Oldebroek (ABO) is een Nederlandse lokale politieke partij in de gemeente Oldebroek. De partij is in 2009 opgericht door Jean Baptiste Kaiser en behaalde bij de gemeenteraadsverkiezingen van 2022 vier zetels.
Tussen 2014 en 2022 leverde de partij in twee periodes een wethouder. Ondanks winst werd ABO buiten een nieuw college gehouden. De ChristenUnie, SGP en het CDA gingen met een minimale meerderheid van 10 zetels een coalitie vormen. In juni 2025 trok de SGP zich terug vanwege een verruiming van het evenementenbeleid tot in de zondag.